# Irina Alekszandrovna Romanova orosz hercegnő
Irina Alekszandrovna orosz hercegnő (oroszul: Княжна Ирина Александровна Романова, Княгиня Юсупова, Графиня Сумароковa-Эльстонa; Peterhof, 1895. július 3./15. – Párizs, 1970. február 26.) orosz hercegnő, házassága révén Juszupova hercegné és Szumarokova-Elsztona grófné.

## Élete

### Származása és gyermekkora
Irina Alekszandrovna hercegnő 1895 júliusában jött világra Alekszandr Mihajlovics nagyherceg és Kszenyija Alekszandrovna nagyhercegnő első gyermekeként, egyben egyetlen leányaként. Szülei között távoli unokatestvéri kapcsolat állt fenn, mindkettejüknek közös őse volt I. Miklós cár. Noha Irina Alekszandrovna édesanyja III. Sándor cár leánya volt, gyermekei kivétel nélkül csupán hercegi címet viseltek, mivel apai ágról a nagyapjuk nem volt cár.
A hercegnő és öccsei gyermekként sok időt töltöttek Franciaországban és a család kedvelt krími palotájában. Alekszandr Mihajlovics nagyherceg kezdetben szoros barátságot ápolt II. Miklós cárral, ily módon Irina hercegnő is közeli kapcsolatba került a cár két idősebb leányával. Miután édesapja fokozatosan eltávolodott a cártól, a hercegnő viszonya is elhidegült unokatestvéreivel. A családon belül gyakran szólították nevének francia megfelelőjén, az Iréne-n; édesanyja pedig „Rina babának” hívta. Minthogy egyetlen leánygyermek volt, mindig kitüntető figyelemben és megkülönböztető bánásmódban részesült; szülei hamar tönkrement házasságuk ellenére is boldog gyermekkort biztosítottak számára.

### Házassága és gyermeke
Eladósorba kerülvén Irina Alekszandrovna kegyeit két előkelő orosz nemes is kereste. Az egyikük távoli unokatestvére, Dmitrij Pavlovics nagyherceg volt, akinek nősülési szándékát támogatták a családtagok is. A másikuk, Feliksz Felikszovics Juszupov herceg és Szumarokov-Elszton gróf az ősi Juszupov család egyetlen leszármazottjaként hatalmas vagyon örököse volt. Állítólag a gazdagsága meghaladta még a cári családét is. Feliksz Felikszoviccsal a hercegnő először egy krími vakáció során találkozott; de valójában csak évekkel később figyeltek fel ismét egymásra. Annak ellenére, hogy Juszupov herceg mesés vagyona lenyűgözte még Irina hercegnő rokonságát is, a cári család mégsem tudott eltekinteni attól a ténytől, hogy a herceg nem királyi vérből való és meglehetősen rossz fényt vető szóbeszédek kavarogtak róla. A pletykák szerint Szumarokov-Elszton gróf ugyanis biszexuális ember volt, akinek kétes baráti köre elriasztotta a hercegnő szüleit. 1913-ban Feliksz herceg megkérte Irina Alekszandrovna kezét, aki elfogadta az ajánlatot. A hercegnő szülei hallgatólagosan beleegyeztek a házasságba: „az anyja nem tagadja, hogy Irina nagyanyja Dmitrijt támogatja. Azt is mondta viszont, hogy személy szerint semmi kifogása ellened, ha Irina nem gondolja meg magát”. Marija Fjodorovna anyacárné heves ellenkezése miatt az eljegyzés hivatalossá tételéhez Feliksz Felikszovics hercegnek először meg kellett nyernie az anyacárné rokonszenvét is.

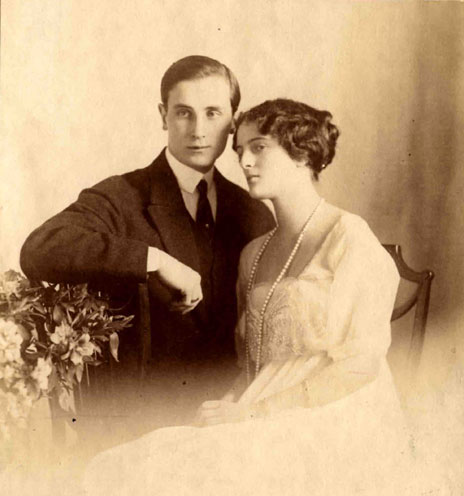
Irina Alekszandrovna hercegnő és Feliksz Felikszovics Juszupov eljegyzési fényképe

Az eljegyzés bejelentését sokáig halogatták, hogy minél jobban megismerhessék Feliksz Juszupov herceg jellemét; végül 1913 szeptemberében hozták nyilvánosságra, és a pár 1914. február 22-én kelt egybe a fővárosi Anyicskov-palotában, az anyacárné fő rezidenciájában. Az esküvő egyike volt a háború előtti utolsó jeles eseményeknek, melyen az egész orosz arisztokrácia képviseltette magát. Irina hercegnő a családi hagyományoktól eltérően nem az előírt orosz díszöltözetben, hanem egy, a kor divatja szerint elkészített ruhában állt oltár elé. A ceremónián jelen volt II. Miklós cár is, aki értékes nászajándékkal jutalmazta meg az ifjú párt. Házasságkötése előtt Irina hercegnőnek alá kellett írnia egy nyilatkozatot, melyben lemondott az orosz trón iránti összes igényéről. Irina Alekszandrovnának és Juszupov hercegnek kiegyensúlyozott, viszonylag boldog házassága volt. A hercegnő tudatában volt és elfogadta férje azonos neműek iránti vonzódását.
Irina Alekszandrovna és Feliksz Felikszovics gróf kapcsolatából egyetlen gyermek származott. Az édesanyja után elnevezett leányt gyakran becézték „Bebének”. A kis hercegnőt kilenc esztendős koráig jóformán anyai nagyszülei és rokonai nevelték, szüleivel később sem tudott igazi kapcsolatot kialakítani:
- Irina Felikszovna Juszupova hercegnő és Szumarokova-Elsztona grófnő (1915. március 21. – 1983. augusztus 30.), házassága révén Seremetyeva grófné.

### Az első világháború
Az ifjú házasok éppen nászútjukon voltak, mikor kitört az első világháború. A hercegi pár Berlinben volt kénytelen maradni, mivel II. Vilmos német császár mint egy ellenséges ország állampolgárait nem akarta őket kiereszteni az országból. Hazajutásukat végül Irina hercegnő unokatestvére, Cecília német koronahercegné és a spanyol nagykövet közbenjárásának köszönhették. Orosz földre visszatérvén Feliksz Juszupov fővárosi otthonuknak, a Mojka-palotának egyik szárnyát hadi kórházzá alakíttatta át; ő maga ellenben nem vonult be a seregbe, kihasználva azt, hogy mint egyetlen fiúgyermek, felmentett a szolgálat alól.

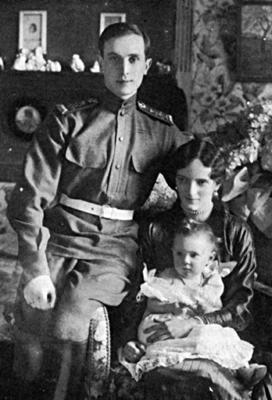
Irina Alekszandrovna Juszupova hercegné családja körében

Mind Feliksz herceg, mind Irina Alekszandrovna csalónak tartotta Grigorij Jefimovics Raszputyint, egy magát „sztarecnek” valló sarlatánt. Raszputyin azt állította, hogy meg tudja gyógyítani a vérzékenységben szenvedő trónörököst, Alekszej Nyikolajevics trónörököst. A cárt és a cárnét meggyőzték Raszputyin szemfényvesztései; míg a cári család többi tagja egyszerű csalónak tartotta a sztarecet. 1916. december 16-án Juszupov herceg meghívta Raszputyint a Mojka-palotába azzal az indokkal, hogy felesége találkozni szeretne vele. A hercegnő valójában a Krímen tartózkodott; férje pedig pár barátjával együtt meggyilkolta Raszputyint. A házaspár levelezéséből kiderül, hogy Irina Alekszandrovna tudott a tervről, és bár egyetértett vele, nem akarta, hogy a férje részt vegyen a bűntettben.
Mivel Feliksz Felikszovics házassága révén tulajdonképpen a cár unokaöccse lett, nem szabtak ki rá súlyos büntetést. A cár egy vidéki birtokára száműzte őt, ahova Irina Alekszandrovna és leánya is vele tartott. 1917 márciusában II. Miklós cár lemondott a trónról, a hatalom előbb az Ideiglenes Kormány kezébe, majd a bolsevikokhoz került. Mindkét vezetés szükségesnek látta a cári család tagjainak letartóztatását és őrizetbe vételét, a bolsevikok többjüket ki is végezték. Irina Alekszandrovna és férje életét száműzetésük mentette meg, a bolsevikok keze ugyanis nem érte el őket vidéki uradalmukon. A család titokban visszatért a Mojka-palotába, ahol magukhoz vették a családi vagyontárgyak értékesebb darabjait, majd a Krímre menekültek. Itt gyülekezett a cári család és a nemesség életben maradt képviselőinek jelentős hányada, akikért az anyacárné brit rokonai 1919-ben a HMS Marlborough hadihajót küldték. Irina Alekszandrovna, férje és leánya Máltán szálltak le a hajóról. Olaszországon és Párizson keresztül Londonba utaztak, a következő néhány hónapot itt töltötték.

### Száműzetésben, halála
A házaspár és leányuk 1920-ban tért vissza a francia fővárosban, ezúttal véglegesen ott telepedve le. Irfe néven divatcéget alapítottak, mely azonban hamar tönkrement, „mert a Juszupovok soha nem értettek sem a pénzhez, sem a kereskedéshez”. Az Irfe bukása után a família az MGM cég ellen nyert perből származó kárpótlásból tartotta el magát. 1932-ben az MGM Raszputyin és a cárné címen filmet készített az utolsó cárnéról, amiben a cár egyetlen unokahúgát, „Natasa hercegnőt” elcsábította a sarlatán. A pereskedés végén a bíróság hatalmas összeget ítélt meg Irina Alekszandrovna hercegnő javára, akiről Natasa hercegnő szerepét mintázták. Feliksz Juszupov herceg közben megírta emlékiratait, mellyel nagyban hozzájárult a neve köré szövődött legenda és titokzatosság továbbéléséhez.
Anyagilag a család sokkal jobb helyzetben állt, mint a legtöbb orosz menekült és száműzött. „… Orosz emigránsokból újjászervezett udvarukban csaknem olyan fényűző életet éltek, mint régen. Környezetüket teljesen elbűvölte szépségük, pompájuk, s a különös, titokzatos légkör, mely azóta lengte körül Felikszet, mióta megölte Raszputyint. A fényűző élet nem vakította el őket: mindvégig segítették a sokat szenvedő orosz emigráns közösségeket, gyakran látogatták a kórházakat, és részt vettek karitatív megmozdulásokban.” Irina Alekszandrovna és leánya, Irina Felikszovna csak a száműzetés évei alatt került közelebb egymáshoz; viszonyukat azonban még ekkor sem jellemezte a hagyományos anya-lánya kapcsolat. Feliksz Felikszovics Juszupov herceg és Szumarokov-Elszton gróf mintegy ötven évnyi boldog házasság után halt meg 1967. szeptember 27-én. Halálhírére Irina Alekszandrovna egészsége megrendült és rohamos hanyatlásnak indult; végül három évvel később, 1970. február 26-án követte férjét a másvilágra. Egymás mellé temették őket Sainte-Geneviève-des-Bois orosz temetőjében.
Irina Alekszandrovna hercegnő egyetlen gyermeke, Irina Felikszovna Juszupova hercegnő és Szumarokova-Elsztona grófnő 1938. június 19-én nőül ment Nyikolaj Dmitrijevics Seremetyev grófoz (1904–1979), akitől egy leánya, Kszenyija Nyikolajevna Seremetyeva-Juszupova grófnő született.